# Nötö, Föglö
Nötö är en by i Föglö kommun på Åland med 20 invånare (2023) i den del av kommunen som kallas Vargskär. Den hörde till Föglö församling fram till 2006, därefter till Ålands södra skärgårdsförsamling.

## Geografi
Byn Nötö består av ön Nötö med omgivande vatten inklusive ett flertal holmar och skär, däribland Sandön som är naturreservat (se lista nedan). Ön Nötö har tillkommit genom att fem mindre holmar har växt samman på grund av landhöjningen. Förutom Nötö, där den äldsta bebyggelsen finns, också Marsö och Börken (förr Björkö) i väster samt Brändö och Lotsholm i öster.
Merparten av bebyggelsen ligger på ön Nötö, vars areal är 368 hektar och största längd 3,9 kilometer i öst–västlig riktning. Ön höjer sig på flera ställen drygt 15 meter över havet. Fritidsbebyggelse finns på flera av holmarna, däribland Kåsenholm.
Byn gränsar i öster mot Jyddö, i söder mot Finholma och Sonboda, i väster mot Degerby och Järsö samt i norr mot Överö och mot Vårdö kommun och byn Ängö.
Nötö har förbindelse med övriga Vargskär via Nötö bro till Jyddö och med resten av Föglö genom Embarsundsfärjan till Finholma.

## Historia
Liksom resten av Ålands skärgård befolkades Nötö under medeltiden. Om den äldre historien vet vi inte mer än vad ortnamnet avslöjar: att ön en gång i tiden tydligen var känd i trakten för tillgången på nötter (hasselnötter). Hasselbuskar växer fortfarande rikligt på Nötö. Att namnet skulle vara härlett ur nöt i betydelsen ’nötkreatur’ verkar mindre sannolikt. En direkt parallell förefaller vara byn Nåtö i Lemland, i äldre tid ofta skrivet Nötö, vars namn anses syfta på förekomsten av hassel. Också där växer fortfarande hassel i stora bestånd.
Byn nämns första gången den 12 juli 1480 i Stockholms stads tänkebok. Två personer, Hemming Karlsson, bosatt i Köpmansgatan i Stockholm, och en Peder Andersson hade råkat i slagsmål hos ”Olaff i Nöta i Fogla sockn i Aaland”. Sju män, bland dem Olof i Nötö, intygade att de båda slagskämparna efteråt, när de skadade låg i sina sängar, hade gjort en överenskommelse att den av dem som levde längst inte skulle betala några böter, däremot göra en pilgrimsresa till Rom. Ett drygt halvår senare, den 20 januari 1481, berättar ett annat domstolsprotokoll att Hemming inte hade överlevt slagsmålet på Åland och att Peder skulle göra pilgrimsresan (detta skedde alltså medan Sverige var katolskt).
Det dröjer över fyrtio år innan Nötö åter nämns i källorna. Den tyske köpmannen Helmer Ficke i Reval (dagens Tallinn) hade under första halvan av 1500-talet åtskilliga affärskontakter med de ålänningar som regelbundet besökte staden. Mest handlade han med Kumlinge- och Brändöbor men också en och annan Föglöbo skymtar förbi, bland dem Per Jakobsson från Nötö, som reste till Reval under de svåraste åren av unionsstriderna i början av 1520-talet. Det var ingalunda ofarligt. Bara några år tidigare, sommaren 1519, hade Olof Tomasson från Horsholma blivit ”av daga tagen” i Revals hamn. Ändå vågade Per Jakobsson bege sig dit sommaren 1522 för att köpa lin av Helmer Ficke. Han kunde inte betala kontant och noterades därför av den noggranne Ficke i dennes bok över utestående fodringar. Det är tack vare denna notering vi än i dag känner till hans resa. Ficke noterade vidare att Per Gersson i Mosshaga gick i god för skulden och att de båda männen dessutom fått låna ett mindre belopp i reda pengar.
På 1530-talet ges för första gången en mer samlad bild av bebyggelsen i Nötö. De äldsta skattelängderna nämner tre bönder i byn: Nils Nilsson, hustru Karin och Hans Klausson. Också skattelängderna från mitten av 1540-talet (1544–46) redovisar tre bönder, men sedan försvinner Nils Nilsson ur historien och i senare skattelängder finns endast två bönder.

### Lotsarna på 1600-talet
Östra delen av Nötö hemland kallas sedan gammalt Lotsholm, och sundet mellan Nötö och Jyddö heter Lotsholmsströmmen. Namnen vittnar om att det i äldre tid har bott lotsar och funnits en lotsplats på ön. De första bönderna som omtalas som styrmän i Nötö är Hans Persson, nämnd i skattelängderna 1586–1616, och Anders Tönnesson, nämnd 1581–1617. Detta betyder att det var i slutet av 1500-talet eller början av 1600-talet som gårdarna i Nötö erhöll vissa skattelättnader mot att bönderna lotsade kronans fartyg. På 1690-talet organiserades lotsväsendet om och nya lotsplatser inrättades utmed farlederna. Nötö kom inte att ingå i den nya organisationen och därmed förlorade byn rollen som lotsplats.

### Livet i byn på 1770-talet
Den första kartan över Nötö upprättades 1776. Lantmätaren Johan Strömborg ger en utförlig beskrivning av böndernas villkor. De var mångsysslare som bedrev jordbruk, boskapsskötsel och fiske. Gårdarna producerade ett visst överskott när det gällde boskap, ost och fjällfisk, vilket gav bönderna en del inkomster. Däremot kunde byborna inte fånga strömming i egna vatten eftersom byn saknade notvarp. Istället fiskade de strömming till husbehov ”annorstädes” (i 1661 års jordebok sägs att Nötöborna ägnade sig åt skötfiske »en mil från byn», men var denna fiskeplats fanns nämns inte). De var också skyldiga att underhålla de remmare som fanns på deras vatten i farleden mellan Sverige och Finland.

### Osttillverkning
Osttillverkningen som nämns på 1700-talskartan var en näring som Föglöbor och kanske särskilt invånarna i Vargskär samt i Husö i Sottunga var kända för. Osten exporterades såväl till Stockholm som till Åbo. När Weckström sammanställde sitt geografiska lexikon i början av 1850-talet noterade han om Nötö: ”Här tillverkas ost.”
Osten kallades för det mesta Ålandsost, ibland Föglöost. Åboprofessorn Per Adrian Gadd skrev 1759 att den ”täflar ofta med mången Parmesanost om företrädet”, medan geografen och lantbrukaren Eric Tuneld var lite mer återhållsam och konstaterade 1773 att osten från Åland var en av de bästa som tillverkades i Sverige.

### Fornminnen
Det enda registrerade fornminnet inom byns gränser är några ristningar som finns på Ängholmen alldeles invid Embarsundsleden, en gammal farled mellan Sverige och Finland. Den består av ett svårtolkat namn och årtalet 1646 (Fö 17.1).

### Befolkningsutveckling
| Befolkningsutvecklingen i Nötö 1970–2020 | Befolkningsutvecklingen i Nötö 1970–2020 | Befolkningsutvecklingen i Nötö 1970–2020 | Befolkningsutvecklingen i Nötö 1970–2020 | Befolkningsutvecklingen i Nötö 1970–2020 |
| ---------------------------------------- | ---------------------------------------- | ---------------------------------------- | ---------------------------------------- | ---------------------------------------- |
|                                          |                                          |                                          |                                          |                                          |
| År                                       |                                          |                                          | Folkmängd                                |                                          |
| 1970                                     | 1970                                     |                                          | 26                                       |                                          |
| 1980                                     | 1980                                     |                                          | 25                                       |                                          |
| 1990                                     | 1990                                     |                                          | 20                                       |                                          |
| 2000                                     | 2000                                     |                                          | 21                                       |                                          |
| 2010                                     | 2010                                     |                                          | 17                                       |                                          |
| 2020                                     | 2020                                     |                                          | 20                                       |                                          |
|                                          |                                          |                                          |                                          |                                          |

## Hemmanen
Sedan 1500-talet har det funnits två hemman i Nötö, bägge lika stora (60 jordmark). När de på 1600-talet åsattes ett mantalsvärde blev de taxerade till 1/2 mantal vardera, som på 1700-talet förmedlades till 3/8 mantal. I jordeböckerna ges hemmanen omkring 1730 nummer (1–2). Från 1830 är de också noterade med namn. 
- 1, Västergård, ett skattehemman. Lotshemman på 1600-talet. Hemmanet delades i början av 1800-talet i Södergård och Västergård. Södergård var hemmanets ursprungliga namn. När hemmanen 1830 antecknas med namn i jordeboken noterades istället av okänd anledning namnet på den nya hemmanshalvan, Västergård. Södergård flyttades i mitten på 1800-talet ut från den gamla byplatsen och byggdes upp längre österut på ön.[15]
- 2, Norrgård, ett skattehemman. Lotshemman på 1600-talet. Hemmanet delades i början av 1800-talet i Norrgård och Jakopas. Jakopas flyttades senare på 1800-talet ut från den gamla byplatsen och byggdes upp längre österut på ön.[16]

## Holmar och skär

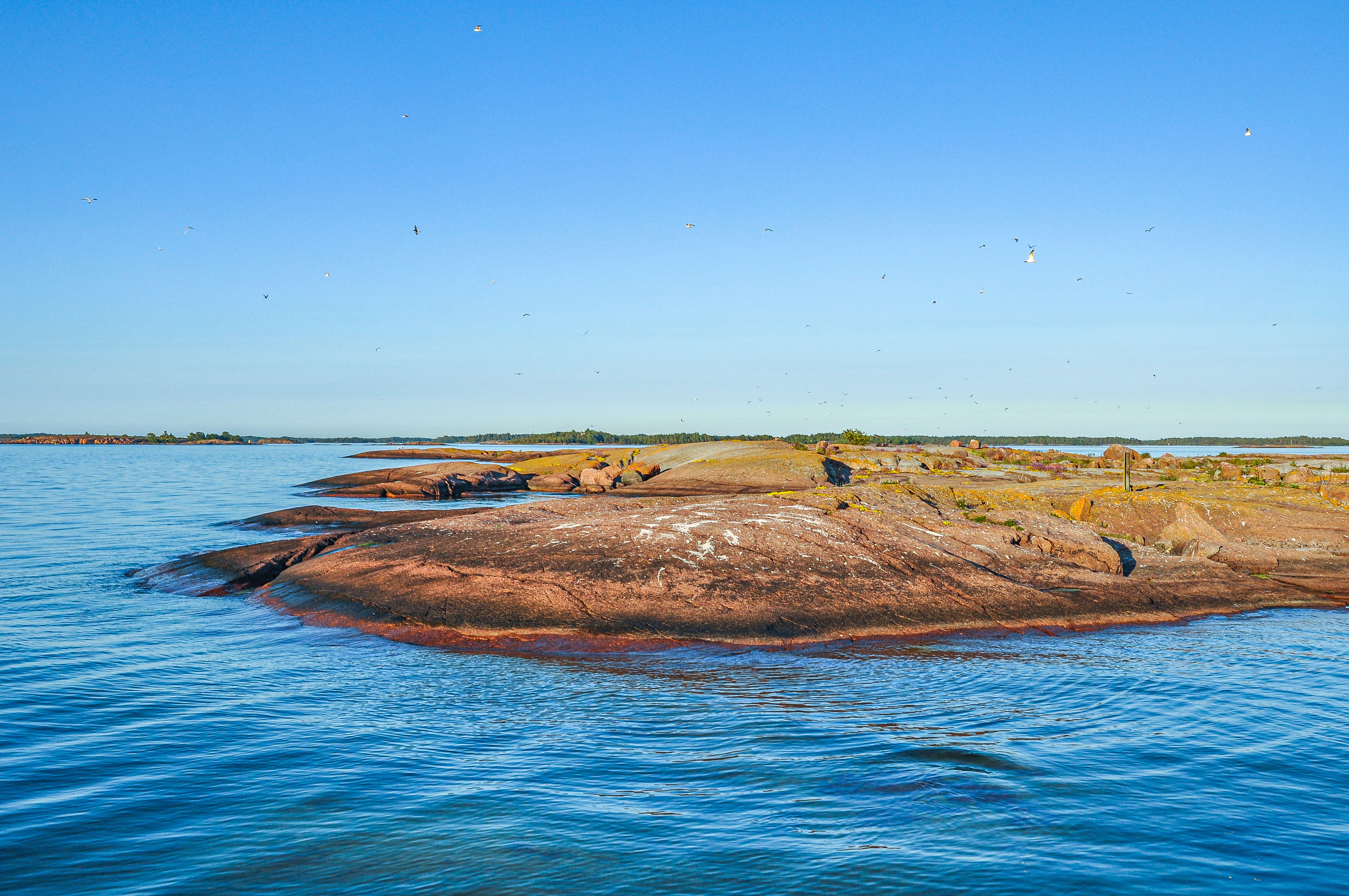
Skäret Lägnorna väster om Nötö hemland är bara några flacka hällar som knappt når ovan havsytan. 2 juli 2010.

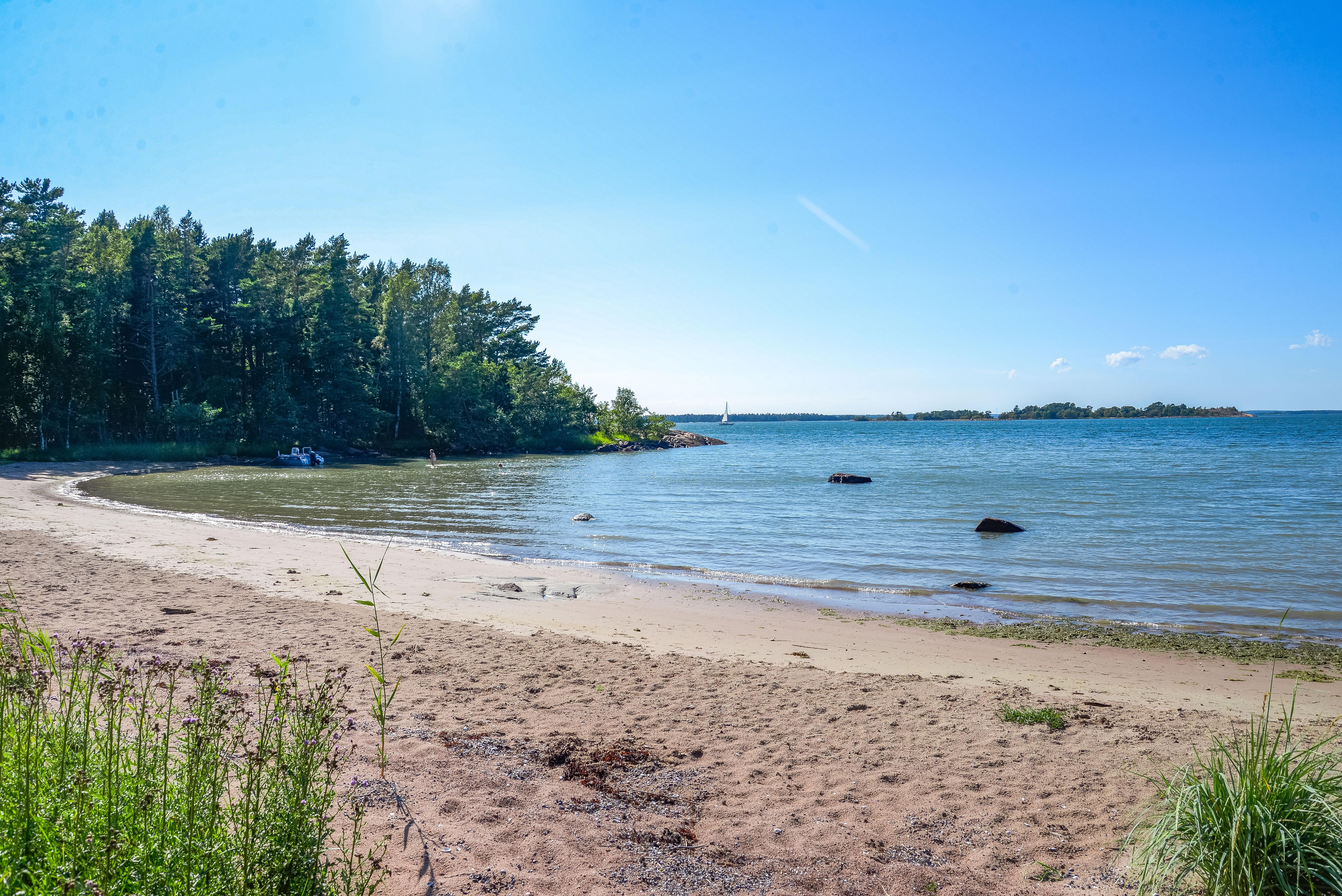
På Sandön finns flera sandstränder som hålls öppna av svallet från färjorna som passerar i farleden intill. 31 juli 2014.

Bland holmarna och skären som hör till byn Nötö märks:
- Aspören (visa på karta), största längd 200 meter, har genom landhöjningen växt samman med Sandön.
- Bockholm (visa på karta), största längd 650 meter, har genom landhöjningen växt samman med Nästholmen i öster, obebyggd.
- Bredskär (visa på karta), största längd 600 meter, har genom landhöjningen växt samman med Haren, obebyggd.
- Hallonholm (visa på karta), största längd 450 meter, har genom landhöjningen växt samman med Kåsenholm i öster och Ängholm i väster, obebyggd.
- Haren (visa på karta), största längd 300 meter, har genom landhöjningen växt samman med Bredskär.
- Högholm (visa på karta), areal 13,8 hektar, största längd 700 meter, obebyggd.
- Kåsenholm (visa på karta), största längd 420 meter, har genom landhöjningen växt samman med Hallonholm i väster. På Kåsenholm finns ett flertal fritidshus.
- Lilla Skällholm (visa på karta), största längd 250 meter, har genom landhöjningen växt samman med Stora Skällholm.
- Ljuskobben (visa på karta), areal 1,5 hektar, största längd 180 meter.
- Lägnorna (visa på karta), areal 1,2 hektar, största längd 250 meter.
- Norra skäret (visa på karta), areal 3,3 hektar, största längd 280 meter.
- Nästholmen (visa på karta), största längd 550 meter, har genom landhöjningen växt samman med Bockholm i väster, obebyggd.
- Sandön (visa på karta), obebyggd, naturreservat, se vidare Sandön.
- Staffanskobb (visa på karta), 130 meter från strand till strand, obebyggd.
- Stora Rönnkobben (visa på karta), areal 3,2 hektar, största längd 300 meter.
- Stora Skällholm (visa på karta), största längd 650 meter, har genom landhöjningen växt samman med Lilla Skällholm.
- Södra skäret (visa på karta), areal 3,3 hektar, största längd 300 meter.
- Tunnholm (visa på karta), areal 3,8 hektar, största längd 360 meter, intill ligger Tunnholms kläppen och Tunnholms revet.
- Ängholm (visa på karta), största längd 650 meter, har genom landhöjningen växt samman med Hallonholm i väster och Västra Nötholm i öster. Västra Nötholm hör till byn Finholma.

## Bilder

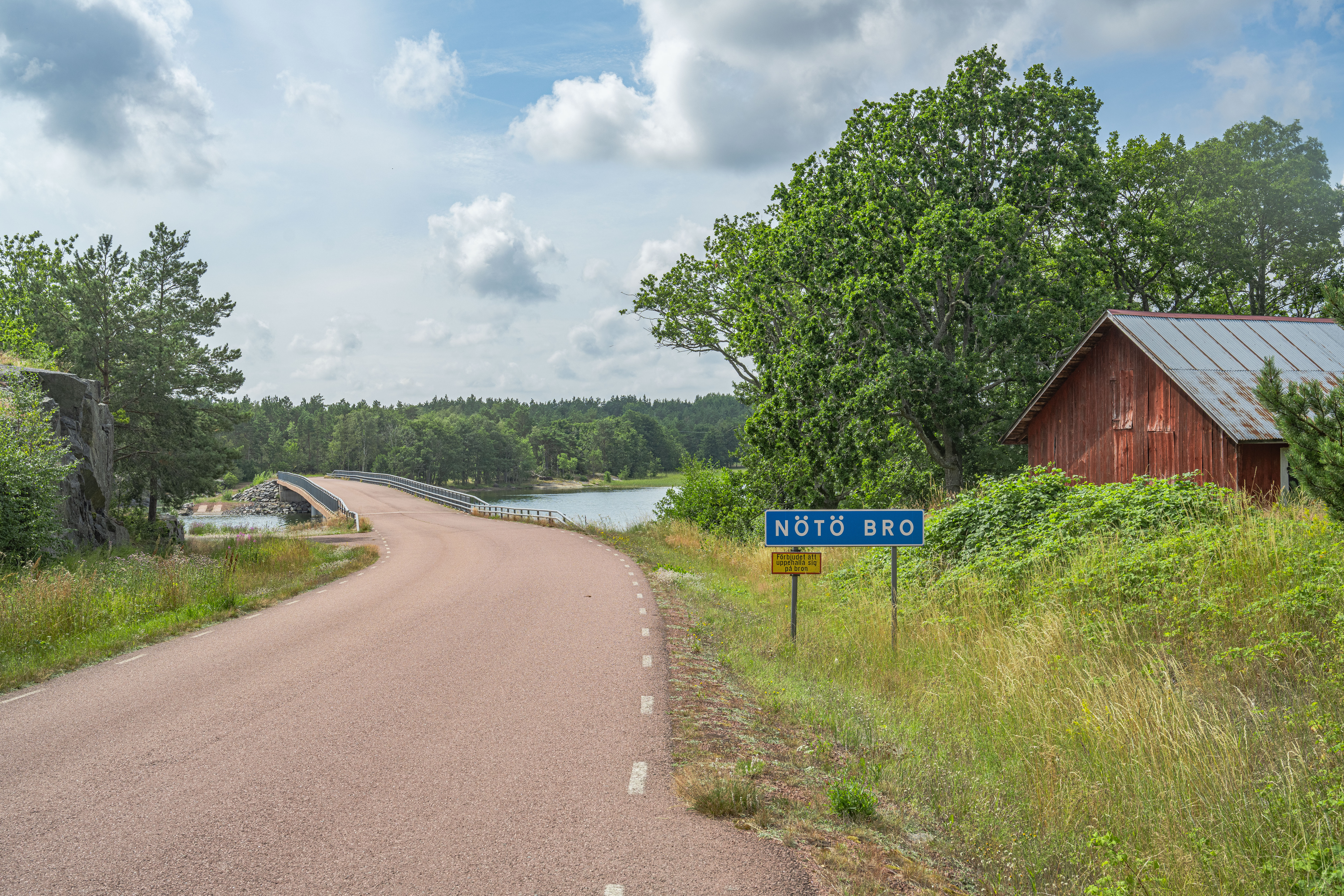
Bron från Jyddö till Nötö.
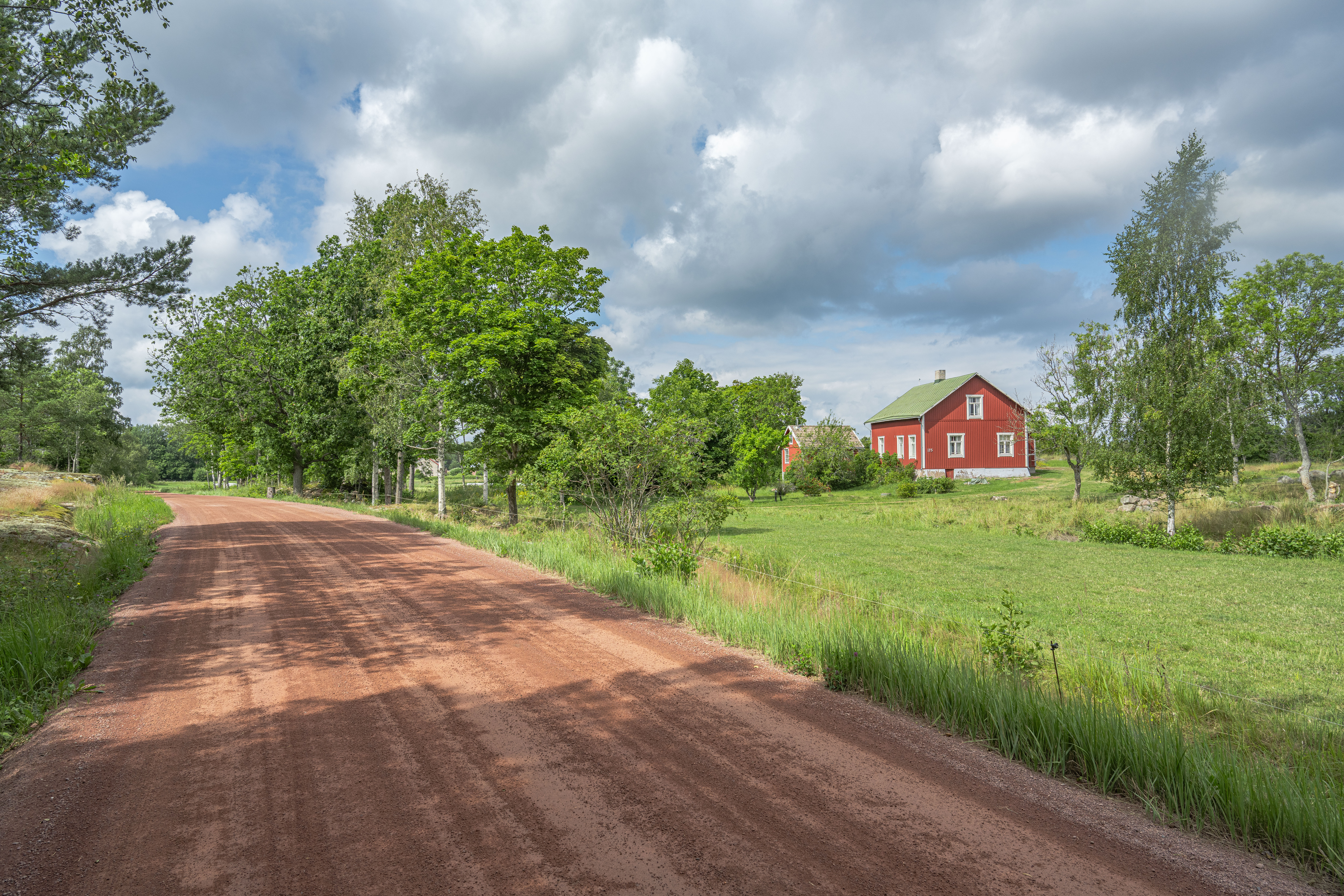
Vägen genom byn.
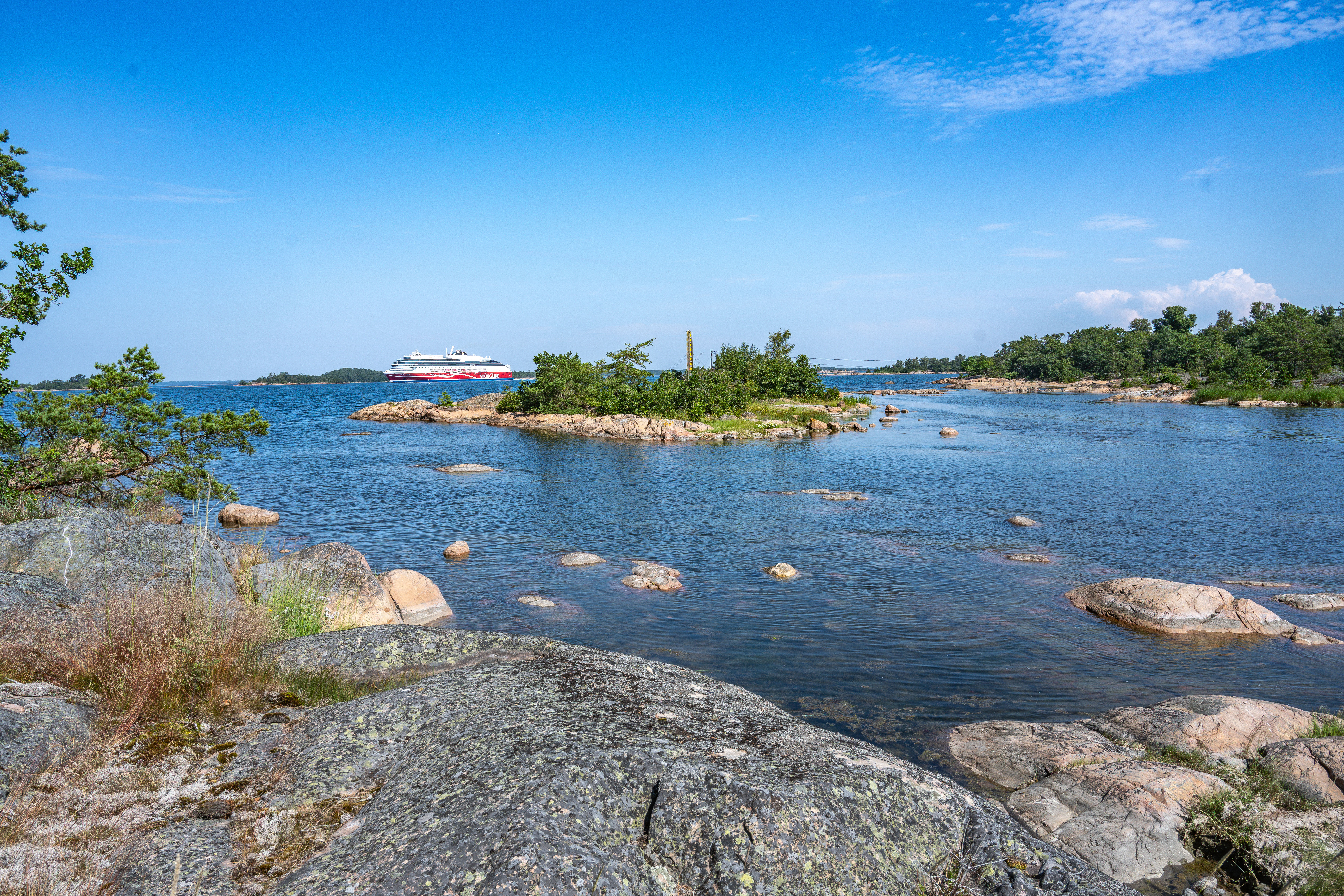
Viken Börkeslaget vid norra stranden.
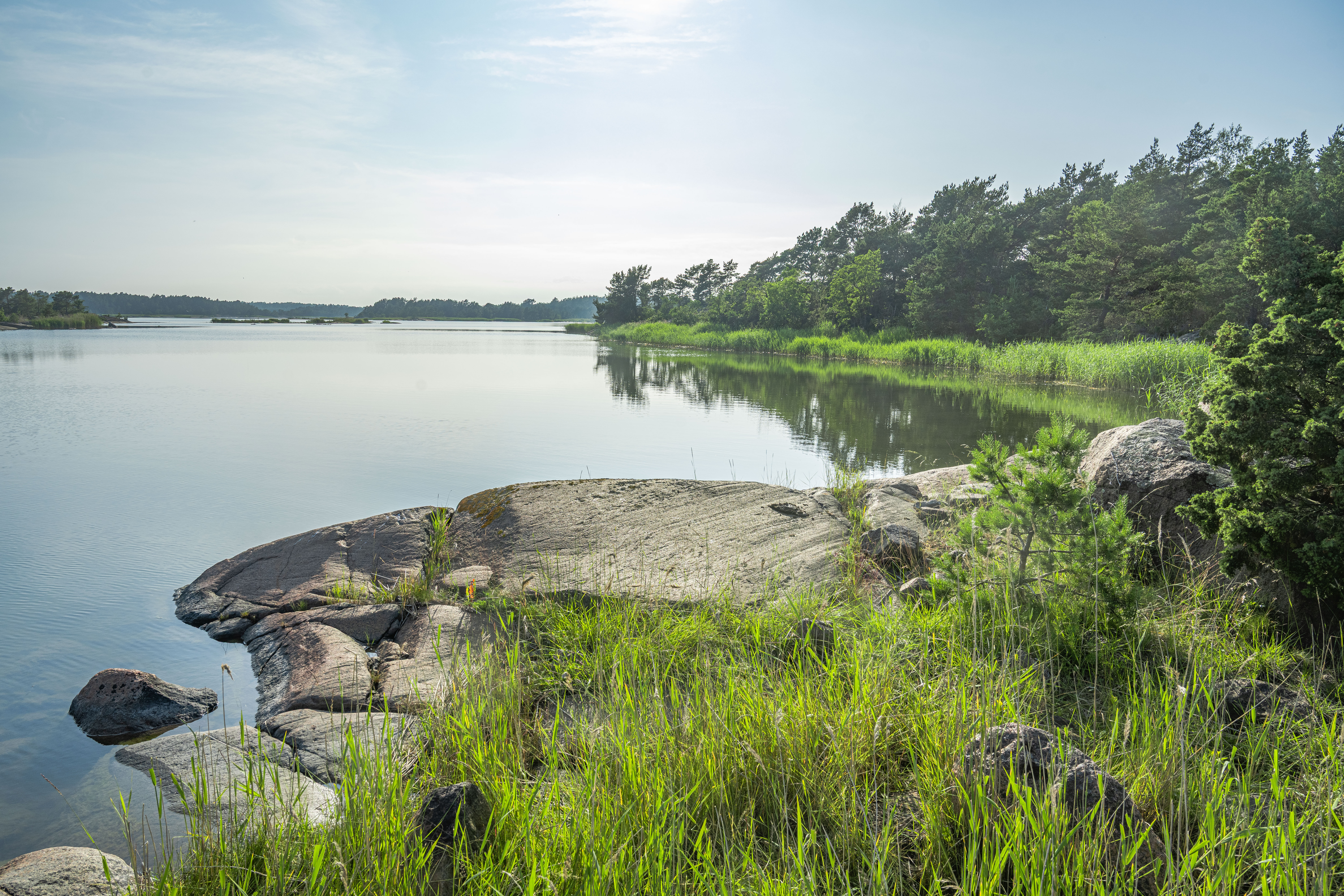
Vid Skären på södra stranden.